# Cassa di espansione Dosolo
La cassa di espansione Dosolo è un'area protetta sita nel comune di Sala Bolognese, località Padulle. L'area ha un'ampiezza complessiva di 5,5 ha, di questi 3 riguardano una zona umida. L'area protetta è stata creata nel 1993 e ha visto un rimboschimento nel 1994.

## Vegetazione
Nell'area è presente il pioppo bianco, il frassino maggiore e il pioppo ibrido.

## Fauna
Degno di nota è la presenza della licena delle paludi, un lepidottero che conta una presenza molto esigua in tutto il continente europeo.